# Rompetechos
Rompetechos est une série espagnole de bandes dessinées illustrée par Francisco Ibáñez, publiée en 1964 et 1978, puis entre 2003 et 2009. Elle met en scène son protagoniste éponyme, Rompetechos, un homme de petite taille dont la mauvaise vue génère de nombreuses situations comiques.
Ibáñez a déclaré à plusieurs reprises qu'il s'agissait de son personnage préféré parmi les siens et c'est pourquoi il apparaissait très souvent dans d'autres de ses séries. Il a eu sa propre collection de timbres en Espagne.

## Intrigue et personnages
Rompetechos est le protagoniste absolu de ces bandes dessinées. Le critique espagnol Juan Antonio Ramírez l'inclut dans la section Marginados, avec d'autres personnages de la maison d'édition, tels que Carpanta (1947), Gordito Relleno (1948), Currito Farola (1951), Don Danubio (1951), Morfeo Pérez (1952), Agamenón (1961) et Pitagorín (1966), caractérisés par un haut degré d'aliénation par rapport à leur environnement.
Rompetechos est un petit homme réfléchi, myope, mais distrait. Son nom fait ironiquement allusion à sa petite taille.
Les bandes dessinées font de 1 à 4 pages, et jusqu'à 6 pour les plus modernes. Le personnage a besoin de faire ou d'acheter quelque chose, alors il se met à aller d'un endroit à l'autre en provoquant une multitude de catastrophes car sa mauvaise vue lui fait tout confondre. S'il essaie d'acheter quelque chose, il se trompe invariablement sur tous les panneaux et entretient alors un dialogue surréaliste avec le vendeur. Dans ces cas-là, Rompetechos agresse verbalement ceux qu'il croit être en train de se moquer de lui. Finalement, la situation devient intenable et se termine dans la violence : généralement, le commerçant met Rompetechos à la porte, mais il arrive aussi que Rompetechos frappe le commerçant, que celui-ci appelle les psys ou que la police l'arrête.

## Développement
Il existe deux versions différentes de la naissance du personnage.
La première est la version de Francisco Ibáñez, selon laquelle le patron Francisco Bruguera aimait beaucoup un personnage des débuts du cinéma appelé Rompetechos, et aurait donc demandé à Ibáñez de dessiner un personnage portant le même nom. Ibáñez aurait ainsi renversé la commande en créant un personnage de petite taille et myope.  En faveur de cette version, il existe un film allemand sorti en 1941 intitulé Quax, Der Bruchpilot, traduit en Espagne par Quax, el piloto Rompetechos. D'autre part, il existe un précédent pour l'utilisation du nom de ce personnage, Rompetechos - plusieurs années avant son utilisation par Ibáñez et Bruguera- dans une série publiée dans la revue Jaimito, de Editorial Valenciana ; il s'agit d'un pilote désemparé dont les aventures ont été dessinées par Castillo, au moins dans certains numéros de la revue susmentionnée (Jaimito, année XVI, no 587, 7 janvier 1961).
La deuxième est celle de Vicente Palomares, journaliste et écrivain qui a dirigé la revue Mortadelo pendant la première moitié des années 1970, selon laquelle le personnage était physiquement basé sur un membre de la rédaction appelé Ernesto Pérez Mas.
La vérité est qu'Ibáñez a dessiné huit esquisses de personnages possibles, tous également petits et à grosse tête, et qu'il a remporté la septième, obtenant ainsi une apparence définitive pour le personnage dès le début, puisqu'il ne la modifiera plus tout au long de sa carrière.

## Édition
Rompetechos est publiée pour la première fois dans la revue Tío Vivo, éditée par Editorial Bruguera en 1964.
En 1968, le personnage de Rompetechos devient la figure visible de la revue Din Dan, puisqu'elle apparaît à la fois sur la couverture et dans le titre. Dans un numéro spécial de la revue Din Dan à la fin des années 1960, Rompetechos se faufile même dans les bandes dessinées d'autres personnages parce qu'il n'arrive pas à trouver sa page et finit par dénoncer Ibáñez lui-même. Il a également ses propres magazines, Super Rompetechos et Extra Rompetechos, à partir de la fin des années 1970. À partir de ce moment, Rompetechos n'apparaît plus, sauf sous la forme de caméos dans d'autres bandes dessinées d'Ibañez, jusqu'en 2003, lorsqu'il fait revenir le personnage dans de nouvelles bandes dessinées pour le magazine Top Cómic.
Des compilations de ses bandes dessinées se trouvent dans plusieurs bandes dessinées de la collection Olé, tant chez Editorial Bruguera que chez Ediciones B. En 2004, à l'occasion de son 40e anniversaire, une compilation a été réalisée au format Super Humor  (ISBN 84-406-9942-5) avec une bande dessinée contenant sa première aventure et de nombreux documents sur le personnage. Il est aussi l'un des personnages d'Ibáñez les moins exportés à l'étranger en raison de la difficulté de traduire les jeux de mots de la série. Une édition complète de son œuvre est publiée en 2018.

## Adaptations
Dans le film Mortadel et Filémon sorti en 2003 (basé sur une autre série de Francisco Ibáñez, Mortadel et Filémon), Rompetechos, interprété par l'acteur Emilio Gavira, apparaît comme un réactionnaire nostalgique du régime franquiste, ce qui est inédit par rapport à la bande dessinée. Javier Fesser, le réalisateur, a déclaré à ce sujet : « un petit gars avec une moustache qui est toujours en colère fait penser à un facho. » (cependant, Rompetechos n'est généralement pas « toujours en colère », sauf lorsqu'il est la victime injuste de son étourderie).
Dans le deuxième film, Mortadelo y Filemón. Misión: salvar la Tierra, sorti en 2008, ces connotations franquistes ont été supprimées. En 2014, Rompetechos apparaît dans le film d'animation Agents super zéro qui décide finalement de devenir le père adoptif du criminel Grosse Paluche.